# Chiara Bellosi
Chiara Bellosi (Como, 1973) és una guionista i directora italiana.
Bellosi va estudiar dramatúrgia a la Civica Scuola di Teatro Paolo Grassi de Milà. Després, també, va estudiar cinema documental a l'Istituto Europeo di Design de Venècia el 2007.  Va participar en diversos documentals i més tard el 2020 va dirigir Palazzo di Giustizia, el primer llargmetratge, que es va estrenar al 70è Festival Internacional de Cinema de Berlín. Durant una entrevista per a aquesta pel·lícula, va afirmar que havia estat treballadora social i coneixia de primera mà els jutjats.
El 2022 va participar per segona vegada a la Berlinale. La pel·lícula Calcinculo es va presentar a la secció Panorama de la 72a edició. A Catalunya es va poder veure a la Mostra Internacional de Films de Dones el maig del 2022.

## Premis
Palazzo di Giustizia, va ser nominada al premi GWFF a la millor òpera prima a la Berlinale 2020, un premi que té com a objectiu promoure el talent cinematogràfic jove. El mateix any, Bellosi va rebre el premi a la millor direcció al Festival de cinema del Bòsfor per Palazzo di Giustizia.El Castellinaria Festival del cinema giovane va premiar la pel·lícula amb el Premi Utopia l'any 2020

## Filmografia
- 2006: Checosamanca (direcció d'un episodi del documental)
- 2020: Palazzo di Giustizia (Ordinary justice)
- 2022: Calcinculo (Swing Ride)